# Freziera
Freziera es un género de plantas con flor en la familia de las Pentaphylacaceae.